# مذبحة بطليوس
مذبحة بطليوس أو مجزرة بطليوس أو باداخوز هي مجزرة جرت خلال فترة الحرب الأهلية الإسبانية وبعد أيام من انتهاء معركة بطليوس، وهي نتاج قمع وحشي مارسه جيش المتمردين ضد المدنيين والمدافعين العسكريين عن الجمهورية الإسبانية الثانية بعد أن احتلوا المدينة يومي 14 و 15 أغسطس 1936. وتعد تلك المذبحة أكثر الأحداث إثارة للجدل في الحرب، حيث اختلاف عدد ضحاياها حسب المؤرخين الذين كتبوا عنها. بالإضافة إلى أن المتمردين هم الذين انتصروا في المعركة، فلم يكن هناك تحقيق رسمي في ما حدث في تلك المدينة. ولكن أشارت أكثر التقديرات شيوعًا إلى أنه تم إعدام ما بين 1800 و 4000 شخص، في أحداث صنفتها جمعيات حقوقية مختلفة على أنها جرائم ضد الإنسانية. كما تم استنكار تلك الجريمة سنة 2007 باعتبارها إبادة جماعية. ولم تتمكن المحكمة الوطنية العليا من بت الأمر لأن أهم المسؤولين عن المذبحة قد ماتوا، وهي جريمة لم تصنف عند ارتكابها.
كان العقيد خوان ياغوي الذي عينه الدكتاتور فرانكو وزيرًا للطيران بعد الحرب الأهلية على رأس القوات التي ارتكبت مذبحة باداخوز. من هذه الحقائق اشتهر ياغوي بلقب جزار بطليوس.
وفقًا للإحصاء السكاني فقد كان عدد سكان بطليوس 41122 نسمة سنة 1930 ، لذلك فإن كان الرقم 4,000 الذي تم تنفيذه صحيحًا، فإن نسبة الأعمال الإجرامية هي بحدود 10٪ من السكان.

## البداية

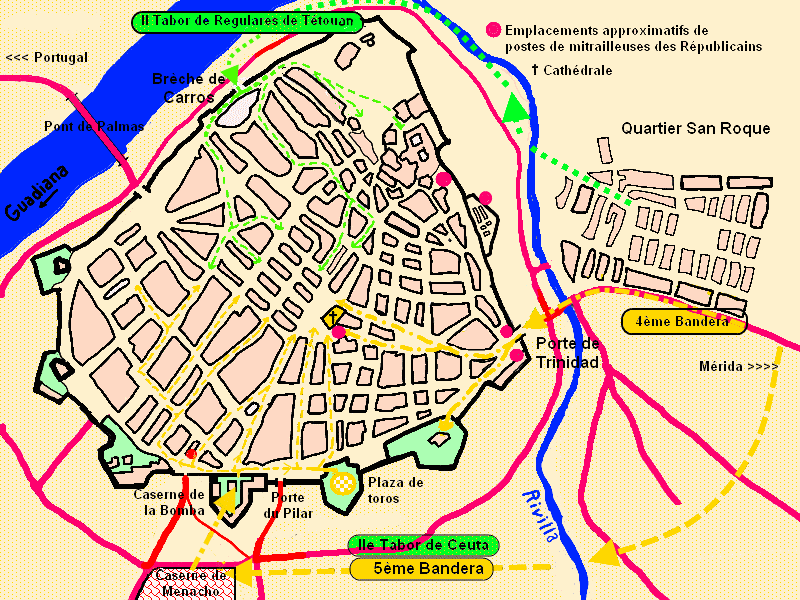
خريطة لمدينة بطليوس.

لعدة أشهر استمر الوضع في إكستريمادورا متوترًا للغاية حتى قبيل اندلاع الحرب الأهلية في 17 يوليو 1936. فقد أصدرت الحكومة الجمهورية قانون الإصلاح الزراعي، والذي أعطى المزارعين (الذين كانوا أكثر من 50٪ من السكان النشطين) الحق ليصبحوا أصحاب الأرض التي عملوا بها. نتج عن هذا القانون مواجهات كبيرة بين المزارعين وكبار ملاك الأراضي في المنطقة. ففي مارس 1936 حاول العمال في مقاطعة بطليوس تسريع تنفيذ القانون من خلال غزو واحتلال الأراضي الزراعية المعنية.
في أعقاب الانقلاب العسكري القومي، ارتكب الجمهوريون عدة أحداث دموية في المنطقة. وقد وصفت هذه الأعمال بـ «القمع الجمهوري» أو الإرهاب الأحمر الإسباني. ففي ليلة 18 – 19 يوليو في فوينتي دي كانتوس أُجبر 56 شخصًا على دخول كنيسة، ثم أضرم فيها النيران من الخارج. فمات اثنا عشر ضحية، ثمانية منهم حرقا. وأعدم في ألمندراليخو يوم 17 أغسطس 28 من مؤيدي التمرد كانوا محتجزين في السجن. وكذلك أعدم 11 شخصًا مؤيدًا للتمرد في بطليوس ذاتها. إجمالاً فقد أعدمت القوات الجمهورية حوالي 243 شخصًا في الجزء الغربي من مقاطعة بطليوس. فردت قوات الجنرال ياغوي بارتكاب فظائع ضد مؤيدي الجمهورية أثناء تقدمها نحو بطليوس من إشبيلية. حيث قُتل عشرات إلى آلاف الأشخاص في كل مدينة استولت عليها قوات ياغوي.
وبعد احتلال فوينتي دي كانتوس أعدمت قوات ياغوي حوالي 325 جمهوريًا. ثم أعدم 403 جمهوري آخر بعد سقوط ألميندراليخو. وقُتل ما بين 6610 و 12,000 شخص على يد القوات المتمردة في الجزء الغربي من مقاطعة بطليوس (بما في ذلك مدينة بطليوس نفسها). وكان معظم الضحايا من الحرفيين والمزارعين. كانت هذه المجازر جزءًا من الإرهاب الأبيض الإسباني.

## احتلال بطليوس

خريطة للعمليات بين أغسطس وسبتمبر عام 1936. كما يمكن رؤية الاستيلاء على بطليوس هو أمر حيوي للمتمردين، حيث كان يربط مجموعة جيوش الجنوب بالمنطقة الشمالية التي يسيطر عليها الجنرال مولا. اللون الأحمر هي المنطقة التي تسيطر عليها الجمهورية، والأزرق منطقة سيطرة المتمردين والأخضر هو تقدمهم في تلك الفترة.

حدث احتلال بطليوس أثناء تقدم جيش المتمردين القومي من أندلسيا نحو الشمال. كان الهجوم على المدينة حيويًا للقوميين، لأنه سيعني دمج جيش الجنوب مع جيش إميليو مولا الذي سيطر على الشمال. فوجدت بطليوس نفسها معزولة بعد سقوط ماردة قبل عدة أيام. فتعرضت المدينة للحصار من قبل 2250 من الفيلق الإسباني و 750 من المغاربة النظاميين وخمس بطاريات مدفعية تحت قيادة المقدم خوان ياغوي.
شن الهجوم الأخير مساء يوم 14 أغسطس بعد قصف المدينة برا وجوا (عن طريق الطائرات الألمانية يونكرز يو 52) طوال اليوم. تم الدفاع عن السور المحاط بحوالي 3000 من رجال الميليشيات الجمهورية و 500 جندي بقيادة الكولونيل إلديفونسو بويجدينجولاس. وبعد فتح ثغرة في الجدران إلى الشرق بجانب بورتا دي لا ترينيداد (بوابة الثالوث)، وكذلك الوصول إلى القلعة عبر بورتا دي لوس كاروس (بوابة السيارات)، فأصبح هناك قتال شرس بالسلاح الأبيض، حتى سقطت المدينة في أيدي المتمردين.

## المذبحة
سقطت بطليوس في أيدي المتمردين القوميين يوم 14 أغسطس. شهد ذلك اليوم مقتل العديد من المدنيين في شوارع المدينة ومنهم نساء وأطفال على يد المتمردين وخصوصًا القوات المغربية.
في نفس اليوم أمر ياغوي بحبس جميع السجناء (معظمهم من المدنيين) في ساحة الثيران (بلازا دي توروس) بالمدينة. وفقًا لسجلات مختلفة تم تثبيت مصابيح كاشفة لإضاءة الساحة، وفي تلك الليلة بدأت عمليات إعدام عشوائية دون محاكمات سابقة. وأكد بعض المؤرخين خوسيه لويس جوتيريز كاسالا بأن حلبة مصارعة الثيران هي أكثر مكان استخدم في احتجاز السجناء لإعدامهم لاحقا، بغض النظر عن أنهم نُفِّذت فيها الإعدامات منذ اللحظة الأولى. ووفقًا لمقالات نُشرت في Le Populaire ولوطون ولو فيغارو وParis-Soir وDiário de Lisboa وشيكاغو تريبيون، فقد جرت إعدامات جماعية وامتلأت شوارع بطليوس بالجثث. وهناك روايات ادعت بإعدام 1000 شخص خلال اليوم الأول. وتحدث الصحفي الأمريكي جاي ألين في تقريره لصحيفة شيكاغو تريبيون عن 1800 رجل وامرأة قتلوا في الليلة الأولى وحدها، وروى بجلاء الأحداث الفظيعة التي شهدها خلال إقامته في المدينة.

في 15 أغسطس ، أرسل مراسل Le Temps جاك بيرثت التقرير التالي:
في 18 أغسطس ، نشرت Le Populaire:
في نفس اليوم نشر الحائز على جائزة نوبل للآداب الفرنسي فرانسوا مورياك على الصفحة الأولى من صحيفة Le Figaro مقالاً عن الأحداث التي وقعت في بطليوس والتي صدمت أوروبا. وتعرض تقرير الصحفي البرتغالي ماريو نيفيس الذي شهد المذبحة مباشرة لرقابة حكومة أنطونيو سالازار الذي كان حليفًا للقوميين. وعاد نيفيس إلى البرتغال مرعوبًا مما شهده وأقسم أنه لن يعود أبدًا إلى بطليوس. ولكنه عاد إليها سنة 1982 لإعادة تتبع خطواته في الأماكن التي وقعت فيها تلك الأحداث لفيلم وثائقي تلفزيوني. جزء من هذا الفيديو متاح على الإنترنت.

### الإعدامات الجماعية
كانت طريقة الإعدام هي إطلاق النار العشوائي أو بالرشاشات على الأشخاص الذين ساهموا بالدفاع عن المدينة أو المشتبه في تعاطفهم مع الجمهورية. وقام بتنفيذ تلك الإعدامات الفيلق المغربي والنظاميين من شمال أفريقيا (على الرغم من وجود روايات تقول أن المغاربة لم يشاركوا في القمع بعد المعركة بل توجهوا إلى الجبهة مباشرة) وقوات الحرس المدني والقيادات المحلية للفلانخي الإسبانية. ثم أُحرقت معظم الجثث بجوار جدران مقبرة المدينة. ووفقًا لشهادات بعض الناجين وقعت عمليات إطلاق النار في مجموعات من 20 شخصًا، ثم تنقل الجثث في شاحنات إلى المقبرة القديمة، حيث كانت موجودة. 28 تم حرق الجثث وإيداعها لاحقًا في مقابر مشتركة. كما كانت هناك فرق إعدام في مناطق أخرى من المدينة. وكان من بين الذين أُعدموا رجال ونساء دعموا الجمهورية، وعمال وفلاحون وجنود شاركوا في المعركة وسلطات محلية أو من يشتبه في انتمائهم إلى إحدى هذه الفئات.
بعد سقوط المدينة هرب رئيس بلدية المدينة ونائبه وكلاهما اشتراكي إلى الحدود البرتغالية، لكن تم تحديد موقعهم من قبل أعضاء النظام البرتغالي وسلموا إلى قوات فرانكو، الذين أعدموهم في بطليوس يوم 20 أغسطس بدون محاكمة مسبقة.
بعد ذلك نُشرت شهادات في صحيفة «La Voz» (20 أكتوبر 1936) في مدريد التي يسيطر عليها الجمهوريون، بأن عمليات الإعدام في حلبة المصارعة كانت بمثابة حفلة للجلادين وأن الجمهور في المدرجات يشهد عمليات القتل، وأن بعض الضحايا قُتلوا حتى بطريقة مصارعة الثيران (الرماح بالظهر وتقطع الأطراف) ومشوهة. ولكن لم يتم التحقق من ذلك. ومع ذلك كانت هناك أدلة على السادية التي تم بها تنفيذ الإبادة. بعد انتشار تلك الأحداث عالميا نشرت دعاية فرانكو نسخًا أخرى مختلفة من الأحداث في محاولة لإخفاء المذبحة وتعرض العديد من المراسلين الأجانب للتهديد أو التشهير في الصحافة. وروى سفير الولايات المتحدة آنذاك كلود باورز في كتابه «البعثة في إسبانيا» وحشية المذبحة المروعة في بطليوس، وكشف عن اعتقال واختفاء المصور الذي عرض للعالم لقطات من المجزرة:

### الشهادات
على الرغم من السنوات التي مرت، لا يكاد يوجد أي ناجين من الشهود على تلك الأحداث، حدد مؤرخ بطليوس فرانسيسكو بيلو العديد منهم وسجل شهاداتهم التي عاشوها في أحد كتبه، ومن بينها تبرز شهادة موظف في مجلس المدينة:
وكذلك الشهادة التي قدمتها «ماريا دي لا لوز ميخياس كوريا» العاملة في ميليشيا الشباب الاشتراكي الموحد فأعطت فكرة عن حجم المجزرة:

## النتائج
كان لمجزرة بطليوس تأثير كبير على تطور الحرب. ففي أواخر أغسطس عندما كانت مدينتي إرون وفوينترابيا في إقليم الباسك تتعرضان للقصف من البحر والجو، ألقى المتمردون منشورات تهدد بالتعامل مع السكان كما تعاملوا مع سكان بطليوس. فتوجه اللاجئون المرعوبون إلى فرنسا. فأدى نشر تلك الأحداث في الصحافة الأجنبية إلى إصدار أمر فرانكو بوقف عمليات القتل التي قد يكون لها أهمية إعلامية كبيرة وتضر بصورة المتمردين، ومن ناحية أخرى نشرت الدعاية الجمهورية هذه الحقيقة على نطاق واسع، واستخدمتها لتبرير فظائعهم مثل مذبحة سجن مدريد النموذجي ومذبحة باراكويوس.
بعد تلك الأحداث أرسل الضابط هانز فون فونك الملحق العسكري لألمانيا النازية وأحد الجنود الألمان القلائل ذوي الرتب العالية الذين كانوا حاضرين في عمليات جيش الجنوب، تقريرًا إلى برلين نصح فيه بعدم إرسال قوات ألمانية نظامية إلى إسبانيا لأنه حرفيا: "هو جندي معتاد على القتال وقد قاتل في فرنسا خلال الحرب العظمى، لكنه لم يفكر أبدًا في الوحشية والقسوة التي نفذت بها قوة المشاة الأفريقية عملياتها. لهذا السبب لم يشجع بإرسال جنود ألمان نظاميين إلى إسبانيا، لأنه في مواجهة مثل تلك الوحشية فإن الجنود الألمان سيصابون بالإحباط. كان فون فونك أرستقراطيًا بروسيًا كان له دور بارز في الحرب العالمية الثانية كونه قائد لفرقة البانزر السابعة.

## عدد القتلى التقديري
تعد تلك المذبحة أكثر الأحداث إثارة للجدل في الحرب الأهلية الإسبانية، واختلفت التقديرات في عدد الضحايا اختلافًا كبيرًا اعتمادًا على المؤرخ الذي أجرى البحث. بالإضافة إلى أن بعد انتصار القوميين المتمردين في الحرب، لم يكن هناك أي تحقيق رسمي لمذبحة المدينة بعد سقوطها. تشير معظم التقديرات إلى أنه أعدم ما بين 2000 و 4000 شخص. وذكر تحقيق أجراه المؤرخ فرانسيسكو إسبينوزا إلى وضع قائمة تضم 1341 اسمًا لضحايا القوميين في مدينة بطليوس، لكنه قال إن هذا مجرد رقم جزئي وهو غير مكتمل، قد يكون العدد الحقيقي للقتلى أعلى من هذا.
صنفت العديد من جمعيات حقوق الإنسان أحداث بطليوس على أنها جرائم ضد الإنسانية أو حتى إبادة جماعية. وتوجد قضايا بهذا الخصوص بدءًا من 2007 ولا تزال قيد النظر.
حاول القوميون إخفاء المجزرة، لكن بعض الصحفيين (ماريو نيفيس ورينيه بروت ودانيال بيرثيت ومارسيل داني وجاي ألين) دخلوا المدينة بعد الاستيلاء عليها واكتشفوا عمليات الإعدام. علاوة على ذلك جاء رد ياغوي للصحفي جون ت. ويتاكر من صحيفة نيويورك هيرالد تريبيون عندما سأله عما حصل: 
ومع ذلك فقد كانت هناك تقديرات بأرقام أقل. قدرت دراسة أجريت سنة 2010 عدد القتلى بين 500 و 700.

## وصلات خارجية
- S.B.H.A.C.: Slaughter of Badajoz. باللغة الإسبانية
- YouTube: La matanza de Badajoz باللغة الإسبانية
- Centro Cultural Cervantes: Slaughter of 4,000 at Badajoz by Jay Allen
- Granada TV Documentary on the Spanish Civil War Episode on the slaughter at Badajoz in (English)